# Ludwik Eliasz Bregman

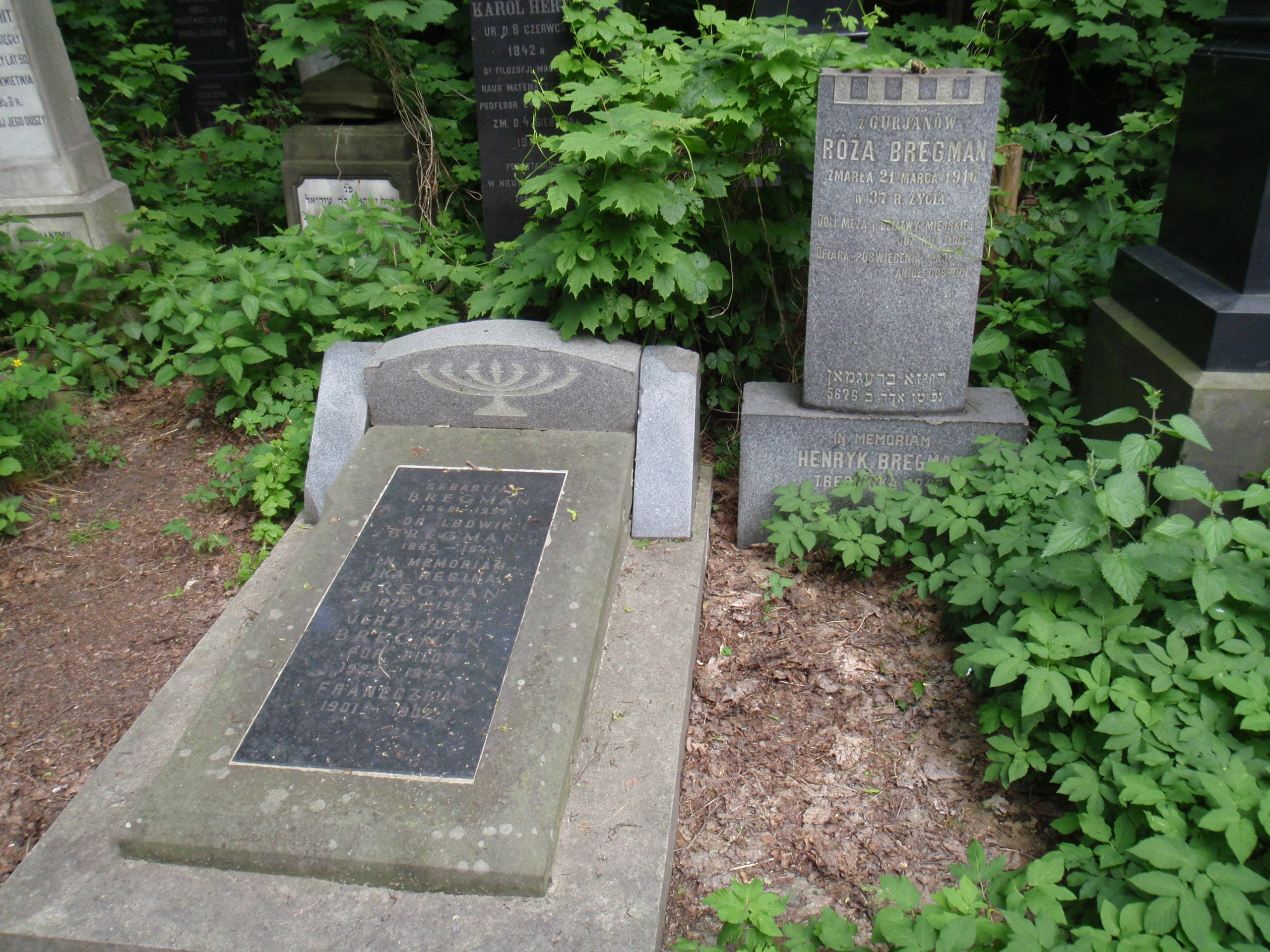
Grób Ludwika Eliasza Bregmana na cmentarzu żydowskim w Warszawie (po lewej)

Ludwik Eliasz Bregman (ur. 1 grudnia?/13 grudnia 1865 w Wilnie, zm. w grudniu 1941 w Warszawie) – polski lekarz neurolog żydowskiego pochodzenia.

## Życiorys
Ukończył studia na wydziale lekarskim Uniwersytetu Dorpackiego. Podczas studiów przyjęty do korporacji akademickiej Konwent Polonia. Dyplom doktora medycyny otrzymał 25 stycznia 1890 na Uniwersytecie Wiedeńskim. Od 1892 mieszkał w Warszawie. Wyjeżdżał za granicę, specjalizując się w neurologii w klinikach w Paryżu, Wiedniu i we Frankfurcie nad Menem (u Ludwiga Edingera). Bregman od 1899 roku, przez 22 lata, był ordynatorem oddziału neurologii Szpitala na Czystem. Po jego przejściu na emeryturę w 1933 roku ordynatorem oddziału w drodze konkursu został Eufemiusz Herman.
27 kwietnia 1909 z jego inicjatywy w salach redutowych w Warszawie otwarto pierwszą w Polsce Wystawę Przeciwalkoholową. Od 1912 do 1934 roku był prezesem Towarzystwa Opieki nad Nerwowo i Umysłowo Chorymi Żydami. Był członkiem zarządu Polskiego Towarzystwa Szpitalnictwa, członkiem sądu Naczelnej Izby Lekarskiej, prezesem Warszawskiego Towarzystwa Neurologicznego, prezesem Zrzeszenia Lekarzy Rzeczypospolitej Polskiej, prezesem sekcji klinicznej Warszawskiego Towarzystwa Medycyny Społecznej. Współzałożyciel „Warszawskiego Czasopisma Lekarskiego” (razem z Edwardem Flatauem i Ludwikiem Hirszfeldem). Należał do warszawskiej loży B’nai B’rith.
Zmarł na tyfus w getcie warszawskim w 1941 roku. Pochowany na cmentarzu żydowskim przy ulicy Okopowej (aleja główna, kwatera 71).

## Życie prywatne
Żonaty z Reginą z domu Halpern (1874–1942 w Treblince), z którą miał troje dzieci – Franciszkę (1901–1902), Leona (1899–1981), który był Legionistą i żołnierzem Polskich Sił Zbrojnych, oraz Aleksandra (1906–1967), który był dziennikarzem. Żona i córka Leona były w AK i przeżyły wojnę. Syn Leona ppor. pilot Jerzy Józef służył m.in. w dywizjonie 300 i zginął w trakcie nalotu na Niemcy w nocy z 18 na 19 lipca 1944.

## Dorobek naukowy
Jego prace dotyczyły głównie diagnostyki i leczenia chorób układu nerwowego. Opracował podręcznik Dyagnostyka chorób nerwowych (1910), wydany rok później w języku niemieckim w wydawnictwie Samuela Kargera, z przedmową Heinricha Obersteinera.

## Wybrane prace
- Ein Beitrag zur Kenntniss der Angiosclerose. Dorpat, 1890.
- Ueber experimentelle aufsteigende Degeneration motorischer und sensibler Hirnnerven. Jahrbücher fuer Psychiatrie 40, 1892.
- Leczenie pijaków i walka z alkoholizmem, 1902.
- Przeciw alkoholizmowi, 1909.
- Dyagnostyka chorób nerwowych. Warszawa: Wende, 1910.
- Diagnostik der Nervenkrankheiten. Karger, 1911.
- Alkoholizm a zwyrodnienie potomstwa. Warszawa, 1912.